# Ópio do povo
"A religião é o ópio do povo" (em alemão "Die Religion ... Sie ist das Opium des Volkes") é uma variação da famosa frase presente na Introdução à Crítica da Filosofia do Direito de Hegel (em alemão, Zur Kritik der Hegelschen Rechtsphilosophie - Einleitung), de Marx. A Introdução  escrita em 1843 foi publicada em 1844 nos Deutsch-Französischen Jahrbücher. 
Marx não foi, todavia, o primeiro a utilizar tal analogia, embora a autoria lhe seja frequentemente atribuída. Ele, de fato, sintetizou uma ideia que estava presente em autores do século XVIII.

## Origem
A comparação da religião com o ópio  já aparece, por exemplo, em escritos de Immanuel Kant, Johann Herder, Ludwig Feuerbach, Bruno Bauer, Moses Hess e Heinrich Heine. Este último, em 1840, no seu ensaio sobre Ludwig Börne escreveu:
"Bendita seja  a religião, que derrama no amargo cálice da humanidade sofredora algumas doces e soporíferas gotas de ópio espiritual, algumas gotas de amor, fé e esperança. "
Moses Hess, num ensaio publicado na Suíça em 1843, também utilizou a mesma ideia:
A religião pode fazer suportável [...] a infeliz consciência de servidão... de igual forma o ópio é de boa ajuda em angustiantes doenças.
Além de Heine e Hess, uma ideia similar aparece em Histoire de Juliette, ou les Prospérités du vice, obra do marquês de Sade, de 1797 :
"É ópio que você faz seu povo tomar, para que, anestesiado por esse sonífero, ele não sinta as feridas que você lhe rasga." 
Novalis, outro poeta alemão, também teria usado uma comparação semelhante em  Blüthenstaub (Grãos de pólen), seu primeiro trabalho publicado na revista Athenäum, em 1798:
"Sua suposta religião age simplesmente como um ópio: excitante, estonteante, acalmando os sofrimentos dos fracos."

## Contexto original

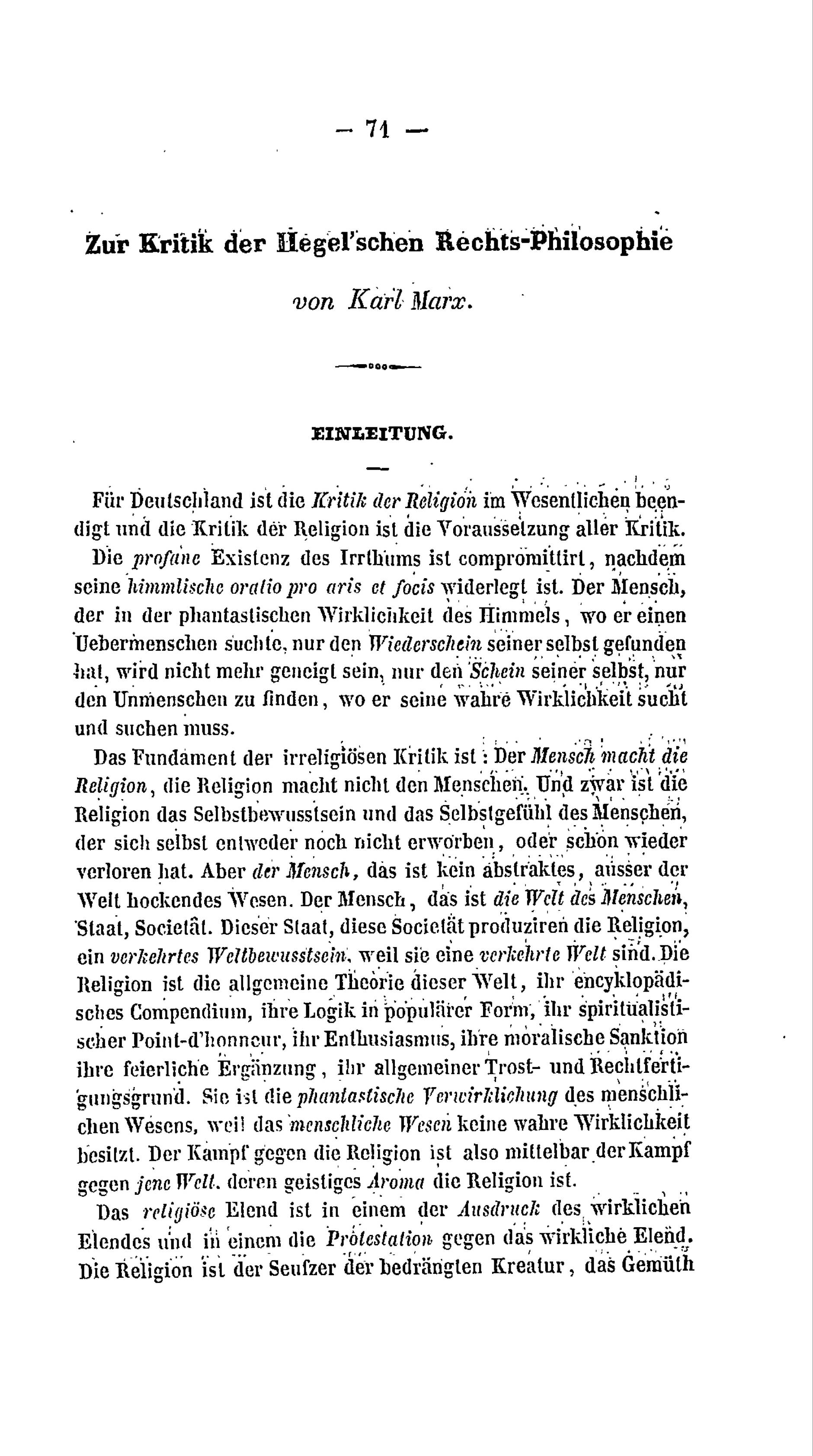
Zur Kritik der Hegelschen Rechtsphilosophie (1844, introdução)

A frase está na Introdução feita à Crítica da filosofia do direito de Hegel, escrita em 1843 e publicada em 1844 nos Deutsch-Französischen Jahrbücher ('Anais franco-alemães'), que Marx editava com Arnold Roge. Seu contexto imediato é o seguinte :
"É este o fundamento da crítica irreligiosa: o homem faz a religião, a religião não faz o homem. E a religião é de fato a autoconsciência e o sentimento de si do homem, que ou não se encontrou ainda ou voltou a se perder. Mas o Homem não é um ser abstrato, acocorado fora do mundo. O homem é o mundo do homem, o Estado, a sociedade. Este Estado e esta sociedade produzem a religião, uma consciência invertida do mundo, porque eles são um mundo invertido. A religião é a teoria geral deste mundo, o seu resumo enciclopédico, a sua lógica em forma popular, o seu point d'honneur espiritualista, o seu entusiasmo, a sua sanção moral, o seu complemento solene, a sua base geral de consolação e de justificação. É a realização fantástica da essência humana, porque a essência humana não possui verdadeira realidade. Por conseguinte, a luta contra a religião é, indiretamente, a luta contra aquele mundo cujo aroma espiritual é a religião.
A miséria religiosa constitui ao mesmo tempo a expressão da miséria real e o protesto contra a miséria real. A religião é o suspiro da criatura oprimida, o ânimo de um mundo sem coração e a alma de situações sem alma. A religião é o ópio do povo.
A abolição da religião enquanto felicidade ilusória dos homens é a exigência da sua felicidade real. O apelo para que abandonem as ilusões a respeito da sua condição é o apelo para abandonarem uma condição que precisa de ilusões. A crítica da religião é, pois, o germe da crítica do vale de lágrimas, do qual a religião é a auréola.
A crítica arrancou as flores imaginárias dos grilhões, não para que o homem os suporte sem fantasias ou consolo, mas para que lance fora os grilhões e a flor viva brote. A crítica da religião liberta o homem da ilusão, de modo que pense, atue e configure a sua realidade como homem que perdeu as ilusões e reconquistou a razão, a fim de que ele gire em torno de si mesmo e, assim, em volta do seu verdadeiro sol. A religião é apenas o sol ilusório que gira em volta do homem enquanto ele não circula em tomo de si mesmo.
Conseqüentemente, a tarefa da história, depois que o outro mundo da verdade se desvaneceu, é estabelecer a verdade deste mundo. A tarefa imediatada da filosofia, que está a serviço da história, é desmascarar a auto-alienação humana nas suas formas não sagradas, agora que ela foi desmascarada na sua forma sagrada. A crítica do céu transforma-se deste modo em crítica da terra, a crítica da religião em crítica do direito, e a crítica da teologia em crítica da política."